# La Course à l'œuf
Pour plus de détails, voir Fiche technique et Distribution.
La Course à l'œuf (An Egg Scramble) est un court métrage d'animation de la série américaine Merrie Melodies réalisé par Robert McKimson, produit par Warner Bros. Cartoons et sorti en 1950.